# 顺反异构

顺-2-丁烯

反-2-丁烯

顺反异构（英語：cis-trans isomerism），舊称几何异构，是存在于某些双键化合物或环状化合物中的一种立体异构现象。由于存在双键或环，这些分子的自由旋转受阻，产生两个物理性質或化學性質均不相同的同分异构体，分别称为顺式（cis）和反式（trans）异构体。
“顺式加成”指的是从双键或三键的同一侧进行加成反应；“反式加成”指的是从双键或三键的两侧进行加成。

## 有機化學
在双键化合物中，若与两个双键原子相连的相同或相似的基团处在双键的同侧，则该化合物被称为“顺式”异构体；若两个基团处于异侧，则定义为“反式”异构体，比如右图所示的2-丁烯的两个同分异构体。
在环状化合物中，若两个相同的取代基位于环平面的同侧，则称该化合物为“顺式”；反之称为“反式”。例如下图的1,2-二氯环己烷的两个异构体：
|                   |                   |
| 反-1,2-二氯环己烷 | 顺-1,2-二氯环己烷 |

由于顺式与反式异构体中原子的空间排列不同，它们的物理性质（如熔点、沸点、溶解度）和化学性质通常也有不同。一般来说，反式异构体比顺式异构体稳定。这是因为顺式异构体中两个相同基团处于同侧，可能造成偶极矩的叠加，增加不对称性，而反式异构体中两个基团以双键中心形成中心对称，所造成的影响可以相互抵消。但以上规则也不是绝对的，比如在有些1,2-二卤乙烯、1,2-二氟二氮烯(FN=NF)中，顺式异构体便比反式稳定。这种顺式比反式异构体稳定的现象被称为“順式效應”（cis效应）。

### 物理性質的比較
順式和反式異構體通常具有不同的物理性質。在一般情況下，造成同分異構體之間的差異，是因為分子的排列或整體偶極矩的改變。
|                 |                 |
| 順-2-戊烯       | 反-2-戊烯       |
|                 |                 |
| 順-1,2-二氯乙烯 | 反-1,2-二氯乙烯 |
|                 |                 |
| 順丁烯二酸      | 反丁烯二酸      |
|                 |                 |
| 順式油酸        | 反式油酸        |

这些差異其實很微小，如2-戊烯（直鏈烯烴），順式異構物沸點為37℃，反式異構物沸點為36℃。 但是如果出現極性鍵，順式和反式異構體之間的差異會比較大的，如1,2-二氯乙烯，順式異構物的沸點為60.3℃，而反式異構物的沸點為47.5℃。 順式異構體中兩極C-Cl鍵的偶極矩相結合，使整體分子具偶極性，以致於具有偶極-偶極力使得倫敦色散力增加和提高沸點；另一方面在反式異構物中則不會發生，因為兩極C-Cl鍵的偶極矩沒有結合，使其偶極矩為零。
丁烯二酸的兩種異構體性質與反應活性差異較大，順式異構體被稱為順丁烯二酸；反式異構體為反丁烯二酸。造成沸點差異的關鍵為極性，因為它會導致分子間作用力增加，進而提高沸點。
同樣，造成熔點差異的關鍵為結構之對稱性，例如油酸，順式異構物熔點為13.4度在室溫下為液體；反式異構物具有高熔點43度在室溫下是固體。因此，反式烯烴因為極性較小或對稱性佳有較低的沸點和較高的熔點；反之，順式烯烴因為具極性和對稱性不佳有較高的沸點和較低的熔點。
因為反式烯烴比順式烯烴更具對稱性，所以反式烯烴往往有更高的熔點以及在惰性溶劑中的溶解度較低。
核磁共振光譜測量鄰位的偶合常數（3JHH），反式異構物（範圍：12–18 Hz；典型：15 Hz）大於順式異構物（範圍：0–12 Hz；典型：8 Hz）。

### E/Z标记

根据顺序规则，溴的原子序数大于氯，比氯优先。因此上面的化合物为Z型异构体。

对双键化合物的顺反标记法对双键原子所连有的基团是有严格要求的，不适用于雙鍵二端所连四個基团不相同时的情况，有很多缺点。因此，就要使用另一套命名双键化合物的规则—E/Z标记法。Z来源于德语的，意为“在一起”，与cis-相当；E来源于德语的，意为“相反”，与trans-相当。
在使用E/Z标记时，首先要根据顺序规则确定每个双键原子所连两个基团的优先顺序。若两个双键原子所连的较优先的基团处在双键同侧，则称之为“Z-异构体”；反之则称为“E-异构体”。
顺反标记法和E/Z标记是兩套獨立的標記系統，兩者的判斷依據不同，因此並沒有絕對的關係。

## 無機化學
無機化合物中也有顺反异构，最著名的是二亚胺以及配合物。

### 二亚胺
二亚胺（以及類似結構的二磷烯）會有順反異構物。其順反異構物和有機化合物類似，顺式的比較容易反應。其二種異構物中，也只有顺式二亚胺可以將烯烃和炔烃還原成烷烃，但原因和有機的順式異構物不同。反式二亚胺無法將二個氫原子對正來還原烯烃，而順式二亚胺可以。
|            |            |
| 反式二亚胺 | 順式二亚胺 |

### 配合物
在四面體構形或是平面正方形構形的無機配合物中，其顺式異構物是指類似配體距離較近的異構物，而反式異構物是指類似配體距離較遠的異構物。

二種異構物，順鉑和反鉑

例如，阿尔弗雷德·维尔纳在1893年時曾提過，在平面正方形分子构型 Pt(NH3)2Cl2中，有二種異構物。順式異構物的全名是順式-二氯二胺合鉑(II)，Barnett Rosenberg在1969年證實其有抗癌效果，目前是化療藥物，名稱為順鉑。相反的，反式異構物反鉑沒有抗癌效果。
針對八面体形分子构型，化學式為MX4Y2的配合物，有二種異構物（其中M是金屬原子，X和Y是兩種不同的配體）。在順式異構物中，二個Y配體是相鄰的，彼此夾角90度,正如圖中左邊cis-[Co(NH3)4Cl2]+中二個綠色的氯原子。右邊的是反式異構物，二個氯原子是在金屬原子的兩側。
在八面体形分子构型，化學式為MX3Y3配合物中，有面式和經式二種異構物。面式（fac）異構物是指類似的配體都二二相鄰。經式（mer）異構物是指類似的三個配體中，有二個是在金屬原子的兩側，分別和另一個配體相鄰。金屬羰基配合物可以用紅外光譜學識別是面式異構物或是經式異構物。

## 外部連結
- IUPAC definition of "stereoisomerism" （页面存档备份，存于）
- IUPAC definition of "geometric isomerism" （页面存档备份，存于）
- IUPAC definition of "cis–trans isomers" （页面存档备份，存于）